# FSCN2
 Фасцин 2  представляет собой белок, который у человека кодируется геном FSCN2.
Этот ген кодирует члена семейства фасциновых белков. Фасцины сшивают актин в нитевидных расслоениях внутри динамических расширений клеток. Это член семьи предположительно играет роль в морфогенезе фоторецепторов. Мутация в этом гене приводит к одной из форм аутосомно-доминантного пигментного ретинита и дегенерации жёлтого пятна. Несколько вариантов транскриптов, кодирующих различные изоформы, были найдены для этого гена.